# André Salifou
André Salifou, né en 1942 à Zinder et mort le 14 mai 2022 à l'âge de 80 ans, est un historien, homme politique, diplomate et écrivain nigérien. Il est professeur des universités du Conseil africain et malgache pour l’enseignement supérieur, président du Haut Conseil de la République du Niger pendant la période de transition de 1991 à 1993, député de 1993 à 1999, et brièvement ministre des Affaires étrangères en 1996.

## Biographie

### Enfance
André Salifou naît en 1942 dans la ville de Zinder au Niger. Sa mère est originaire de Zinder et son père est un administrateur colonial français d'origine martiniquaise. La colonisation française avait mis en place pour les enfants métis un système rompant la filiation ou le rapport aux ascendants biologiques tout en leur octroyant la nationalité française, ce qui impliquait une éducation dans des foyers de métis. Les enfants étaient déclarés de père inconnu et séparés de leur mère puis envoyés dans ces foyers. Ils recevaient un prénom chrétien et comme nom de famille le nom de leur mère ou de leur grand-père maternel. Au Niger, deux foyers sont créés par l'arrêté local n°111, le 18 juillet 1923, l'un à Niamey et l'autre à Zinder. C'est dans ce dernier qu'André Salifou est pensionnaire,.
Dès l'âge de dix ans, il commence à s'intéresser au théâtre alors qu'il est élève à l'école régionale de Zinder, dirigée à l'époque par Garba Sidikou (de), qui lui fait pratiquer le scoutisme et jouer des saynètes lors des veillées. Devenu lycéen à Abidjan au lycée de Cocody, il rejoint la première promotion de l'institut d'Art dramatique de Côte d'Ivoire, dont il suit la formation professionnelle pendant deux ans de 1961 à 1963. Passionné de théâtre, il décide néanmoins de poursuivre des études supérieures en histoire plutôt qu'en art dramatique au vu de la situation au Niger, en se disant que l'histoire sera la matière de ses futurs écrits.

### Études et parcours universitaires
André Salifou commence ses études à l'Université d'Abidjan. Il est ce que l'on appelle en français du Niger « un sac à dos »[réf. nécessaire], c'est-à-dire qu'il a effectué toutes ses études supérieures parallèlement à sa carrière de fonctionnaire de l’État nigérien ou fonctionnaire international. Il sert d'abord brièvement comme enseignant au CEG de Dogondoutchi (1964-1965). En 1967, il obtient une licence en sciences humaines, option Histoire et revient au Niger pour enseigner à l'École normale de Zinder, tout en préparant en parallèle sa thèse de doctorat.
André Salifou est, avec Djibo Hamani, l'un des deux premiers nigériens à préparer une thèse d’histoire. En 1970, il obtient un doctorat de troisième cycle à l'Université de Toulouse le Mirail (France) sous la direction de Jacques Godechot. Sa thèse, Le Damagaram ou Sultanat de Zinder au XIXe siècle, est publiée l'année suivante et saluée par plusieurs comptes-rendus dans le Journal des africanistes, la revue Outre-mers et les Cahiers d'études africaines,,. Dans cette thèse, André Salifou fait le projet d'une "histoire totale du Damagaram" qui engloberait les aspects économiques, culturels et sociaux, au-delà des seuls faits politiques et militaires. Sa démarche vise à dépasser une historiographie du Niger qu'il juge "squelettique", c'est-à-dire principalement événementielle et dépourvue d'informations sur les réalités sociales de la région. Pour ce faire, il propose d'utiliser une variété inédite de sources, en "faisant feu de tout bois" et s'intéresse particulièrement aux traditions orales comme moyen de compenser les silences des documents écrits, notamment des archives coloniales.
Après son doctorat, en 1970, André Salifou est nommé Maitre-Assistant sur la liste d'aptitude du comité consultatif universitaire français.
Il s’inscrit ensuite pour préparer une thèse d'État sous la direction de Xavier Yacono à l'université de Toulouse le Mirail. Il la soutient en 1978 sous le titre Colonisation et sociétés indigènes au Niger, de la fin du XIXe siècle au début de la deuxième guerre mondiale. En mars 1981, il est nommé maitre de conférence sur la liste d'aptitude aux fonctions de professeur par le Comité Consultatif Universitaire (CCU) de Niamey et devient professeur doyen de la faculté de pédagogie, renommée plus tard Faculté de Pédagogie puis École Normale supérieure de l'Université de Niamey. Il travaille pour l'Agence de coopération culturelle et technique, l'UNESCO et l'Organisation commune africaine et mauricienne, avant de devenir enseignant-chercheur  au département d'histoire à l'Université de Niamey jusqu'en 1991.

### Carrière politique

#### Rôle à la Conférence nationale et au Haut Conseil de la République
À la fin des années 1980, le régime militaire du général de brigade Ali Saibou est soumis à une pression intérieure croissante et à une contestation civile importante. En mai 1991, il se résout, malgré l’opposition d’une partie de l’armée, à convoquer une conférence nationale. Dès le lendemain de son ouverture, le 28 mai, la conférence se déclare souveraine, suspend la constitution et prononce la dissolution de l’Assemblée nationale et du gouvernement. Le 6 août a lieu l'élection du président du présidium qui oppose deux historiens : Djibo Hamani et André Salifou. À la dernière minute, le premier se désiste au profit du second, qui ne peut contenir son émotion et, au moment de prendre la parole, fond en larmes. André Salifou est choisi notamment parce qu'il est considéré comme une personnalité neutre. La conférence se tient du 29 juillet 1991 au 3 novembre 1991 et met en place un gouvernement de transition menant à des élections démocratiques. En  février 1992, André Salifou est brièvement enlevé, en même temps que le ministre de l'Intérieur Mohamed Moussa, par des militaires réclamant des arriérés de salaire.

#### Politicien de l'opposition
Aux élections législatives de février 1993, Salifou est candidat de son parti, l'Union des patriotes démocrates et progressistes (UPDP-Chamoua Union of Democratic and Progressive Patriots (en)), dans la circonscription de Zinder, et est élu à l'Assemblée nationale. Comme le premier ministre Ahmadou Cheiffou, il s'est vu interdire par la Conférence nationale de se porter candidat à l'élection présidentielle de 1991, en raison de son rôle de président du Haut Conseil de la République. Après l'élection de Mahamane Ousmane à la présidence de la république, l'UPDP, dirigée par Salifou, fait partie de l'opposition au côté du Mouvement national pour le développement de la société (MNSD). Le 16 avril 1994, il participe à une manifestation de l'opposition et est arrêté avec 90 autres personnes, dont le président du MNSD Tandja Mamadou.

#### Membre du gouvernement pendant le second régime militaire
À la suite de la prise de pouvoir par Ibrahim Baré Maïnassara lors du coup d'État du 27 janvier 1996, André Salifou est nommé ministre d'État chargé de l'Enseignement supérieur et de la Recherche dans le nouveau gouvernement de transition nommé le 1er février 1996. Trois mois plus tard, le 5 mai, il est nommé ministre d'État chargé des Relations extérieures, puis en décembre 1996 ministre d'État chargé des relations avec les Assemblées, poste qu'il occupe jusqu'en décembre 1997. Ibrahim Baré Maïnassara est assassiné le 9 avril 1999 lors d’un second coup d'État orchestré par les éléments de sa garde personnelle.

#### Retour à la démocratie
Fin août 1999 de nouvelles élections présidentielles sont annoncées. André Salifou se présente comme candidat de l'UPDP à l'élection présidentielle d'octobre 1999 lors de laquelle il se classe sixième avec 2,08% des voix. Après les élections de 1999, André Salifou entame une carrière de diplomate au sein des organisations internationales. Il est d'abord envoyé spécial de la Francophonie aux Comores ; mais le 15 mars 2001 l'opposition comorienne allègue que Salifou et l'ambassadeur de France travailleraient secrètement contre la présence de l'Organisation de l'unité africaine aux Comores. Le 30 avril 2002, André Salifou est nommé envoyé spécial du secrétaire général de l'OUA à Madagascar.
Salifou est nommé par le président Tandja comme son représentant spécial auprès de la Francophonie. Il dirige ensuite une mission de l'Union africaine en République centrafricaine en novembre 2002, rencontrant le président centrafricain Ange-Félix Patassé le 19 novembre pour discuter « des conditions du rétablissement de la paix en RCA ». Le 13 février 2003, il est désigné comme représentant spécial d'Essy Amara[réf. nécessaire], donc président par intérim de la commission de l'Union africaine, en Côte d'Ivoire.
Le président de la république du Niger Mahamadou Issoufou le nomme conseiller spécial, avec rang de ministre, le 20 avril 2011. Salifou occupe ce poste en même temps que son rôle de représentant personnel du président auprès de la Francophonie. Il décède le 14 mai 2022, à l'âge de 80 ans. Un dernier colloque universitaire s'est tenu en son honneur en novembre 2022 à Zinder, sur le thème "Défis et perspectives de développement au Sahel : Dynamiques environnementale, sociale et économique, conjonctures géopolitiques, crises sécuritaires et sanitaires".

## Œuvre littéraire
Formé comme comédien et passionné de théâtre, André Salifou, à son retour au Niger en 1967, décide de rédiger en parallèle de ses recherches de doctorat sur le sultanat du Damagaram une pièce de théâtre issue de son travail historique. Il est convaincu que c'est par le théâtre que la diffusion de l'histoire du continent pourra se réaliser, comme il l'exprime dans l’avant-propos de sa pièce : 

« La tâche des historiens africains est double : exhumer un passé enseveli dans les décombres de la colonisation et le porter à la connaissance du peuple. Là-dessus, si les chercheurs de métier s'affairent autour de cette exhumation, je pense qu'au stade de la diffusion des connaissances acquises, tous les Africains, historiens ou
non, ont un rôle déterminant à jouer. Et parmi eux, ceux qui rédigent des pièces de théâtre d'inspiration historique. »

— André Salifou, Avant propos de Tanimoune : drame historique en 7 actes
La pièce est jouée par les élèves de l'École normale de Zinder, au sein de laquelle il enseigne alors, elle remporte la coupe nationale de théâtre en 1967, avant de représenter le Niger au Festival Culturel Panafricain d'Alger. Rédigé dans un français qui se veut noble et neutre, la pièce insère néanmoins des éléments en langue haoussa,. Le chercheur en littérature Alain Ricard décrit la pièce comme "une sorte d'oratorio sans musique sur le thème de la fin des royaumes africains". André Salifou écrit également d’autres pièces historiques : Le Fils de Sogolon, inspiré du Soundiata de Djibril Tamsir Niane, Si les cavaliers et Ousmane dan Fodio.
Il a écrit aussi plusieurs romans, dont l'intrigue s'inscrit, tout comme ses pièces, dans une perspective historique et présentent une critique morale et politique de la société dans son ensemble. Le roman Tels pères, tels fils se déroule par exemple à travers trois périodes, pré-coloniale, coloniale et contemporaine, et raconte l'histoire de deux générations, les pères Alâtoumi et Kasko, ayant vécu le moment de la colonisation, et leurs fils, Fewdo et Chédane, tous s'illustrent par de graves méfaits - viols, meurtres, incestes -, ce qui ne les empêche pas d'accéder aux plus hautes sphères du pouvoir, Fewdo manquant de peu de devenir président après les indépendances.
L'ensemble des pièces et romans d'André Salifou s'appuient sur ses recherches historiques et des archives, mais également sur la littérature orale nigérienne dont il a fait l'expérience dans son enfance. Pour le roman La Valse des vautours, il s'inspire en particulier de contes et légendes qu'il a entendus dans sa ville natale, Zinder, "par feu Malam Dan-Gounjoungou, un aveugle, musulman pratiquant et grand moraliste, qui s'en servait pour illustrer les multiples sermons qu'il disait le soir, notamment pendant la saison sèche (du mois de mars au mois de mai) de village en village ou de quartier en quartier". L’œuvre littéraire d'André Salifou est traversée par une importante ambition didactique.
En 1991, il obtient le Prix Boubou Hama (de), créé à l’initiative du réalisateur Inoussa Ousséïni et nommé d'après l'homme de lettre et homme d'État Boubou Hama, qui est décerné depuis 1989 à intervalles irréguliers par le gouvernement nigérien à des écrivains et des scientifiques.

## Liste des travaux

### Ouvrages

#### Ouvrages d'histoire
- Le Damagaram ou sultanat de Zinder au XIXe siècle, Niamey, Centre nigérien de recherches en sciences humaines, coll. « Études nigériennes » (no 27), 1971, 320 p.
- Kaoussan ou la Révolte sénoussiste, Niamey, Centre nigérien de recherches en sciences humaines, coll. « Études nigériennes » (no 33), 1973, 228 p.
- La question touarègue au Niger, Paris, Karthala, 1993, 207 p.
- Biographie politique de Diori Hamani : premier président de la République du Niger, Paris, Karthala, 2010, 374 p.

#### Ouvrages de synthèses
- Histoire du Niger, Paris, ACCT, Nathan, 1989, 317 p.
- Le Niger, Paris, L'Harmattan, 2002, 428 p.
- L'esclavage et les traites négrières, Paris, Nathan, 2006, 239 p.

#### Essais
- Perspectives du développement de l'enseignement supérieur en Afrique dans les prochaines décennies, Paris, Unesco, 1983, 75 p.
- Entretiens avec mes enfants sur la démocratie en Afrique : définition, fondements, institutions et fonctionnement, Paris, Présence africaine, 2005, 339 p.

### Principaux articles scientifiques
- « Malan Yaroh, un grand négociant du Soudan central à la fin du XIXe siècle », Journal des africanistes, vol. 42, no 1,‎ 1972, p. 7-27 (lire en ligne)
- « Kaoucen et le siège d'Agadès, 1916-1917 », Journal des africanistes, vol. 42, no 2,‎ 1972, p. 193-195 (lire en ligne)
- « Les Français, Fihroun et les Kounta, 1902-1916 », Journal des africanistes, vol. 43, no 2,‎ 1973, p. 175-195 (lire en ligne)

### Œuvres littéraires

#### Théâtre
- Tanimoune : drame historique en 7 actes, Paris, Présence africaine, 1973, 122 p.
- Le fils de Sogolon ; suivi de, Si les cavaliers avaient été là, Niamey, L.E.P. Issa Beri, 1985

- Ousmane Dan Fodio serviteur d’Allah: pièce théâtrale en sept tableaux, Niamey, Médis, 1990

#### Romans
- Tels pères, tels fils : une saga sahélienne : roman, Paris, Karthala, 1996, 141 p.
- La Valse des vautours, Paris, Karthala, 2000, 137 p.

Contes
- L'Empereur des menteurs et autres contes du pays haoussa, Niamey, Nouvelle Imprimerie du Niger, 2002, 91 p.